# Liste de festivals de bande dessinée
Cet article est une liste de festivals de bande dessinée dans le monde. Cette liste référence les festivals et conventions notables consacrés à la bande dessinée et se distingue des festivals consacrés essentiellement à l'animation, au jeu vidéo, à l'horreur ou à la science-fiction.

## Afrique

### Égypte
- Cairo Comix Festival, Le Caire, Égypte

### Algérie
- Festival international de la bande dessinée d'Alger (FIBDA), Alger, Algérie

### Tunisie
- Salon International de la Bande Dessinée de Tazarka (SIBDT), Tazarka, Tunisie

### Mali
- Festival international de caricature et de bande dessinée de Bamako (FESCAB)

### Cameroun
- Festival international de bande dessinée du Cameroun  (Mboa BD Festival), Douala & Yaoundé, Cameroun

## Amérique du Nord

### Canada
- Central Canada Comic Con (en) (C4) à Winnipeg, MB
- Festival de BD de Montréal (FBDM) à Montréal, QC
- Festival Québec BD, Québec, QC
- Hal-Con (en) à Halifax, NS
- Comiccon de Montréal à Montréal, QC
- Toronto Comic Con (en) à Toronto, ON
- Toronto Comicon (en) à Toronto, ON
- Ottawa Comiccon (en) à Ottawa, ON

### États-Unis
- Alternative Press Expo à San Francisco, CA
- Asbury Park Comicon (en) à Asbury Park, NJ
- Baltimore Comic-Con à Baltimore, MD
- Big Apple Comic Con (en) à New York, NY
- BOOOM! festival BD franco-belge de l'Ouest américain, CA-WA[1]
- Chicago Comic & Entertainment Expo (en) à Chicago, IL
- Starfest à Denver, CO
- Comicpalooza (en) à Houston, TX
- Comikaze Expo (en) à Los Angeles, CA
- Dallas Comic Con (en) à Dallas, TX
- Denver Comic Con (en) à Denver, CO
- Detroit Fanfare à Dearborn, MI
- Dragon*Con (en) à Atlanta, GA
- Emerald City Comicon (en) à Seattle, WA
- Heroes Convention (en) à Charlotte, NC
- MegaCon (en) à Orlando, FL
- Memphis Comic and Fantasy Convention (en) à Memphis, TN
- MoCCA Festival (en) à New York City, NY
- Motor City Comic Con (en) à Novi, MI
- New York Comic Con à New York, NY
- Ohio Comic Con (en) (anciennement Mid-Ohio Con) à Columbus, OH
- Phoenix Comicon à Phoenix, AZ
- Pittsburgh Comicon (en) à Monroeville, PA
- Rose City Comic Con (en) à Portland, OR
- Salt Lake Comic Con (en) à Salt Lake City, UT
- San Diego Comic-Con International à San Diego, CA
- Small Press Expo (en) à Bethesda, MD
- Small Press and Alternative Comics Expo (en) à Columbus, OH
- STAPLE! (en) à Austin, TX
- Wildcat Comic Con (en) à Williamsport, PA
- Wizard World Chicago (en) dans la banlieue de Chicago, IL
- WonderCon à Anaheim, CA

## Amérique du Sud

### Brésil
- Festival Internacional de Quadrinhos à Belo Horizonte, Brésil

## Asie

### Bangladesh
- Dhaka Pop Culture Expo (en), à Dhaka, Bangladesh

### Inde
- Comic Con India (en) à Delhi, Inde

### Japon
- Comiket à Tokyo, Japon

### Malaisie
- Comic Fiesta (en), à Kuala Lumpur, Malaisie

### Philippines
- Komikon (en), à Metro Manila, Philippines

### Corée du Sud
- Comic World (en), à Séoul et Busan, Corée du Sud

### Émirats arabes unis
- IGN Convention (en) à Dubai, Émirats arabes unis
- IGN Convention à Manama, Bahreïn
- Middle East Film and Comic Con (en) à Dubai, Émirats arabes unis

## Europe

### Belgique
- F.A.C.T.S. (en) à Gand.
- Fête de la BD à Bruxelles (2010-)
- Fête de la BD à Andenne

### Espagne
- Heroes Comic Con (es)
- Barcelona International Comic Fair (en) Salón Internacional del Cómic de Barcelona

### Finlande
- Helsinki Comics Festival (en)

### France
recensés sur Wikipédia
- Festival international de la bande dessinée d'Angoulême à Angoulême ;
- Rendez-vous de la bande dessinée d'Amiens ;
- BD à Bastia ;
- Bd BOUM à Blois ;
- Bulles en Champagne de Vitry-le-François ;
- Festival international de la bande dessinée de Chambéry ;
- Festival BD de Colomiers[2] ;
- Générations Star Wars et Science Fiction à Cusset ;
- Lille Comics Festival à Lille ;
- Lyon BD festival à Lyon ;
- Rencontres Chaland à Nérac ;
- Formula Bula à Paris ;
- Festival BD Perros-Guirec à Perros-Guirec ;
- Quai des Bulles à Saint-Malo ;
- Festival de Solliès-Ville à Solliès-Ville ;
- Strasbulles à Strasbourg ;
- Festival de la Bulle d'Or à Brignais

non recensés
- Bédéciné à Illzach (Haut-Rhin)
- Lantabulles : Festival BD et jeunesse à Lanta.
- Festival BD Essonne[3]
- Festival Le Mois de l'illustration à Sèvres
- Il était une fois au pays de Château-Gontier : Festival BD à Château-Gontier[4].
- Festival de la BD et de l'illustration d'Uzès.
- Festival de la bande dessinée de Sérignan
- Festival de la BD de Nîmes
- Festival de la bande dessinée engagée (2006-)[5]
- Dessinator à Saint-Hilaire-du-Harcouët
- À partir du début des années 1990, Laval en Mayenne accueille un festival de bande dessinée[6].
- Festival BD de Puteaux
- Regard 9 à Bordeaux
- SoBD - Salon des ouvrages de la Bande Dessinée (salon de « toute la bande dessinée au cœur de Paris » dans le Marais, à la halle des Blancs-Manteaux).
- Lok'en bulles à Locmariaquer ;
- Festival EURO B.D. à Lexy (2004- ) ;
- Bourse BD Lire de L'Union (Haute-Garonne)
- PULP Festival : festival créé en 2014 par Vincent Eches ; consacré au 9e art, à la « bande dessinée au croisement des arts », se tient à La Ferme du Buisson à Noisiel[7].. Le festival s'interrompt après le départ de Vincent Eches pour la Cité internationale de la bande dessinée et de l'image.

### Italie
- Salon international des bandes dessinées, à Bordighera (1965), Lucques (1966-1992), Rome (1993-2005) ;
- Lucca Comics and Games à Lucques depuis 1995.

### Luxembourg
- Festival international de la BD à Contern.

### Pologne
- Festival international de la bande dessinée de Łódź (Międzynarodowy Festiwal Komiksu i Gier w Łodzi) à Łódź - depuis 1991.
- Festival de bande dessinée de Cracovie (Krakowski Festiwal Komiksu) à Cracovie - depuis 2011.
- Warsaw Comic Con (en) à Varsovie - depuis 2017 (orientation plutôt anglosaxonne).

### Portugal
- Amadora BD (en) depuis 1989

### Roumanie
- East European Comic Con (en) à Bucarest.

### Royaume-Uni
- London Film and Comic Con (en) à Londres, Angleterre.
- London MCM Expo (en) à Londres, Angleterre.
- Wales Comic Con (en) à Wrexham, Pays de Galles.
- The Lakes International Comic Art Festival (en)

### Serbie
- International Comics Festival "Salon stripa" (en) depuis 2003

### Slovaquie
- Comics Salón (sk) - depuis 2007
- IstroCON (sk) - de 1988 à 2010 (à partir de 2007 simultanément à Comics Salón)

### Suède
- Festival international de bande dessinée de Stockholm (sv) (Stockholms internationella seriefestival / Stockholm International Comics Festival) (depuis 1999)

### Suisse
- Festival international de bande dessinée Tramlabulle (depuis 1997)
- Festival international de bande dessinée de Lausanne (BD-Fil) à Lausanne (depuis 2005)
- Festival de BD à Sierre (1984 - 2004)
- Delémont'BD à Delémont depuis 2014
- Swiss Fantasy Show - Film and Comic Con à Morges (depuis 2012)
- Fumetto à Lucerne (depuis 1991)